# Johannes Winckelmann (Theologe)

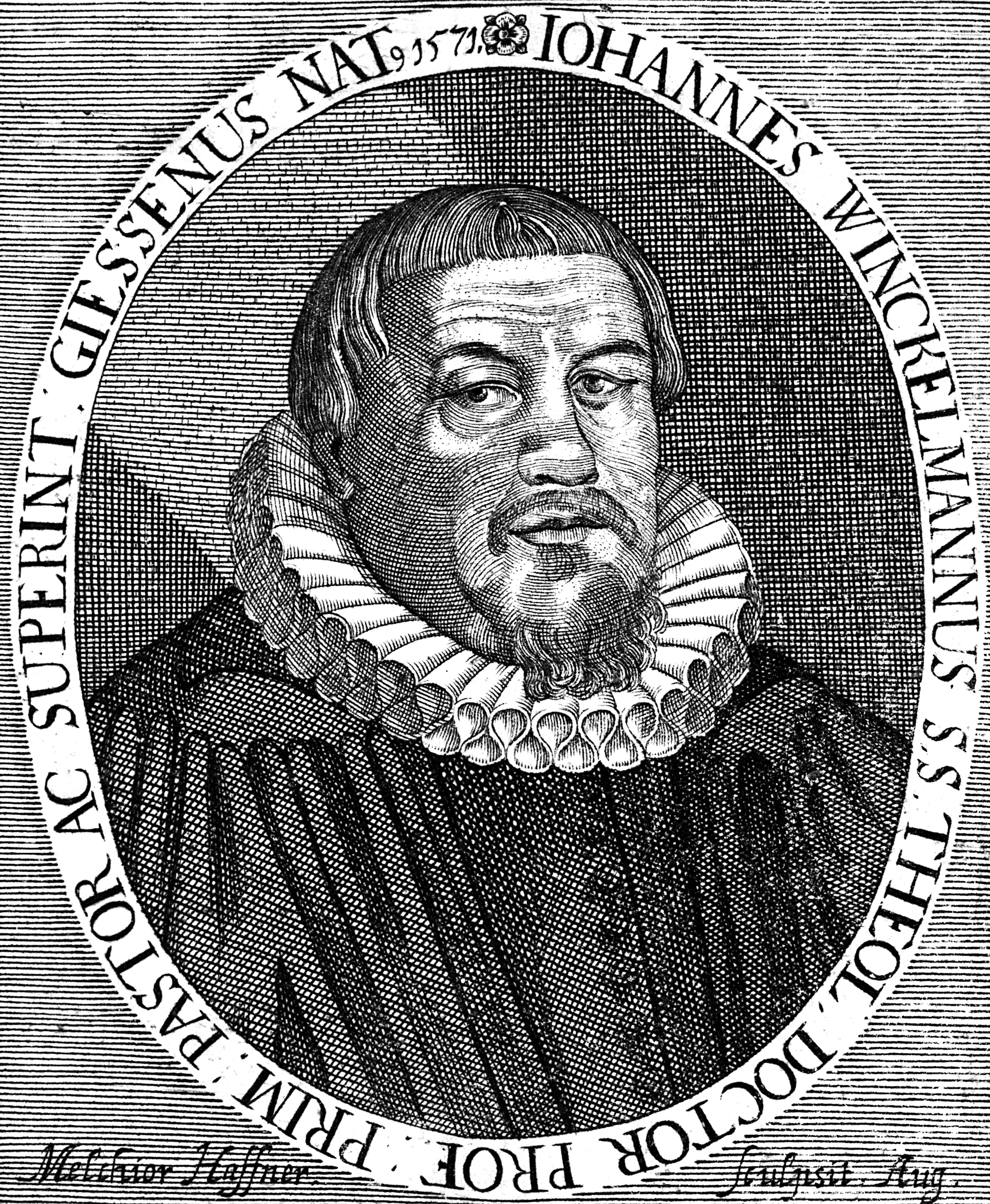
Johannes Winckelmann, Stich von Melchior Haffner

Johannes Winckelmann (auch: Wynckelmann; * 1551 in Homberg (Ohm); † 13. August 1626 in Gießen) war ein deutscher lutherischer Theologe.

## Leben

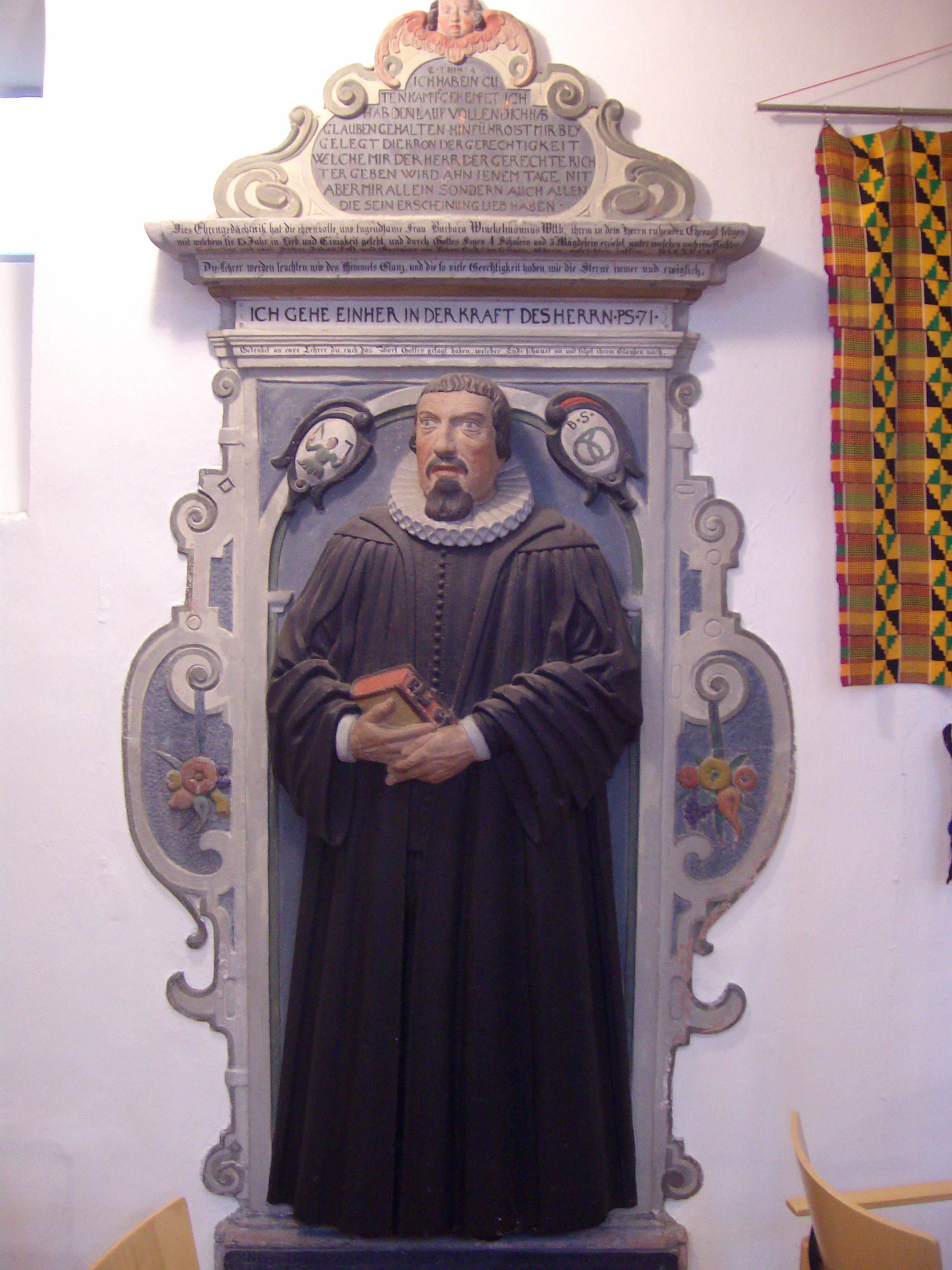
Epitaph für Winckelmann in der Friedhofskapelle Gießen

Der Sohn des Ratsherrn Johann Winkelmann und dessen Frau Maria Witzel genoss seine erste Ausbildung an der Schule seiner Heimatstadt. 1567 kam er ins Pädagogium nach Marburg und begann 1568 ein Studium der Theologie an der Universität Marburg. Hier absolvierte er 1570 das Bakkalaureat und 1571 den akademischen Grad eines Magisters der Philosophie. Da seine Eltern keine weiteren Studien mehr finanzieren konnten, nahm er 1573 die Rektorenstelle an der Lateinschule in seiner Vaterstadt an. Da er in jener Position eine hervorragende Arbeit geleistet hatte, übertrug man ihm 1576 das Majorat der Stipendiaten an der Marburger Hochschule, und er trat hier in nahe Beziehungen zu Ägidius Hunnius dem Älteren.
Später setzte er auf Wunsch des Landgrafen Wilhelm IV. von Hessen-Kassel seine Studien fort. Über Heidelberg, Tübingen und Straßburg gelangte er an die Universität Basel, wo er im Juli 1581 zum Doktor der Theologie promoviert wurde. Nach Hause zurückgekehrt, wurde er 1582 Hofprediger in Kassel beim Landgrafen Wilhelm IV., wobei er sich vor allem als Vertreter der lutherischen Orthodoxie hervortat. Nachdem Hunnius 1592 nach Wittenberg gegangen war, übertrug man Winckelmann im Juli 1592 die ordentliche Professur der Theologie an der Universität Marburg. Winckelmann beteiligte sich auch an den organisatorischen Aufgaben der Marburger Hochschule und war zweimal (1595/96 und 1600) Rektor der Alma Mater.
Obwohl er die Professur nur unter einschneidenden Vorschriften absolvierte, kam es 1605 zum Bruch mit dem Landgrafen Moritz von Hessen-Kassel, der die reformierte Lehre des Calvinismus in seinem Herrschaftsgebiet einführen wollte. Winckelmann ging nach Gießen und beteiligte sich im Auftrag von Landgraf Ludwig V. von Hessen-Darmstadt an der Gründung des dortigen Pädagogiums, aus dem 1607 die Universität Gießen entstehen sollte. Dort übernahm er die erste Professur der Theologie und verhalf gemeinsam mit Balthasar Mentzer dem Älteren der theologischen Fakultät zu großem Ansehen. 1612 wurde er Superintendent von Oberhessen in der Landgrafschaft Hessen-Darmstadt. Auch in Gießen beteiligte er sich an den organisatorischen Aufgaben der Hochschule und war viermal (1605/06, 1614, 1618 und 1622) Rektor der Alma Mater.
Als Ludwig V. von Hessen-Darmstadt in dem Marburger Erbschaftsstreit durch Kaiser Ferdinand II. die Marburger Landschaft zugesprochen war, wurde 1625 die Universität Gießen nach Marburg zurückverlegt. Winckelmann erhielt die Erlaubnis, in Gießen sein geistliches Amt weiter auszuüben. Gelegentlich suchte er jedoch wieder Marburg auf, wo er weiter am akademischen Lehrbetrieb teilnahm. Allein zunehmende Altersschwäche machte ihm letztere bald unmöglich. Winckelmanns Bedeutung liegt weniger in seiner rein wissenschaftlichen und literarischen Wirksamkeit als vielmehr in seiner praktischen Lehrtätigkeit und dem Anteil, den er an den Verfassungskämpfen der hessischen Kirche im Beginn des 17. Jahrhunderts. Sein Leichnam wurde am 16. August 1626 auf dem Gießener Kirchhof beigesetzt.

## Familie
Winckelmann war viermal verheiratet. Seine erste Ehe schloss er am 20. April 1583 in Kassel mit Magaretha († 25. Juli 1596), der Tochter des Küchenmeisters Eckard Ungefug. Aus dieser Ehe stammen vier Söhne und fünf Töchter. Von den Kindern überlebte nur eine Tochter ihren Vater. Seine zweite Ehe schloss er am 12. Oktober 1601 mit Martha († 5. März 1602), der Tochter des Verwalters des Klosters Heyden David Müldner (1547–1610). Die Ehe blieb kinderlos. Seine dritte Ehe schloss er 1611 mit Elisabeth († 14. November 1611), der Tochter des Rentmeisters in Wetter. Auch diese Ehe blieb kinderlos. Seine vierte Ehe schloss er am 15. November 1613 mit Barbara, der Tochter des Ratsherrn in Alsfeld Justus Stumpf. Aus dieser Ehe gingen vier Söhne und drei Töchter hervor. Davon überlebten den Vater zwei Söhne und eine Tochter. Von den Kindern ist bekannt:
- Eva Winckelmann († 1612 in Bierstadt) ⚭ 1601 mit dem Pfarrer in Bierstadt Martin Severus Jäger
- Christine Winckelmann († 1606) ⚭ 1605 mit dem Juristen und nassauischen Rat in Ottweiler Dr. jur. Wilhelm Morsel
- Elisabeth Winckelmann († 14. August 1655 in Gladenbach) ⚭ I. am 24. Oktober 1608 mit dem Juristen und Oldenburger Rat Johann Boerius, ⚭ II. 1613 mit dem Juristen, Professor der Ethik in Gießen und Rat in Schmalkalden Philipp Krebs (* Grunau (Wetterau); † 5. April 1650 in Gießen)
- Katherine Winckelmann ⚭ mit dem Juristen und Darmstädtischen Geheimrat Dr. jur. Georg Daniel Ebel
- Georg Winkelmann wurde Amtmann in Hüttenberg
- Johann Justus Winckelmann (* 29. August 1620 in Gießen; † 3. Juli 1699 in Bremen)